# Возраст сексуального согласия в Европе

Карта возраста согласия в Европе
— 14
— 15
— 16
— 17
— 18

Возраст согласия на сексуальную активность варьирует от 14 до 18 лет в зависимости от юрисдикции по всей Европе. Законы могут также предусматривать конкретные действия, которые разрешены, и/или дифференциально указать возраст, в котором данный вид секса разрешён для лица данного возраста. Ниже приводится обсуждение различных законов, касающихся этой темы, во всех юрисдикциях Европы, перечисленных в списке суверенных государств и зависимых территорий в Европе. Указан возраст, при достижении которого человек может без ограничений вступать в сексуальные отношения с другими лицами, также достигшими этого возраста.
Все юрисдикции в Европе предусматривают одинаковый возраст согласия для девушек и юношей, для гетеросексуальных и гомосексуальных отношений (последней в 2015 году упразднила повышенный возраст согласия для мужского однополого секса Греция, отменив статью 347 Уголовного кодекса страны; в 2014 году частично признанная Турецкая Республика Северного Кипра последней из стран и территорий Европы декриминализовала однополый секс).

## Страны Европы

### Австрия
Общий возраст согласия в Австрии 14 лет, как указано в Разделе 206 Уголовного кодекса. (Термин unmündig указан в статье 74 Уголовного кодекса). Пункт 4 Раздел 206 определяет исключающую наказание разницу в возрасте макс. тремя годами.
Тем не менее, раздел 207b Уголовного кодекса содержит исключение из общего возраста согласия: если один из партнеров моложе 16 лет и «не достаточно зрелый, чтобы понять значение этого деяния», то это деяние наказуемо.

### Азербайджан
Возраст согласия в Азербайджане составляет 16 лет.
Статья 152
Половое сношение с лицом, не достигшим возраста 16 лет от роду, а также те же правонарушения, связанные с удовлетворением половой страсти в извращенных формах, наказываются лишением свободы на срок до 3 лет.

### Албания
С 2001 года возраст согласия в Албании 14 лет независимо от пола и сексуальной ориентации, а в случае с девушкой секс также является незаконным, если она старше 14, но не достигла половой зрелости, как это предусмотрено статьей 100 уголовного кодекса.

### Андорра
Возраст согласия в Андорре составляет 16 лет, как указано в статье 206, которая гласит: «Тот, кто без насилия или запугивания имел плотские отношения с несовершеннолетним старше четырнадцати лет и менее шестнадцати лет, будет наказан максимальным наказанием лишения свободы на шесть лет».

### Армения
Возраст согласия в Армении составляет 16 лет, как указано в статье 141 УК страны.

### Беларусь
Возраст согласия в Республике Беларусь составляет 16 лет, как указано в статьях 168 и 169 УК РБ, которые гласят:
- «Половое сношение, мужеложство, лесбиянство или иные действия сексуального характера, совершённые лицом, достигшим восемнадцатилетнего возраста, с лицом, заведомо не достигшим шестнадцатилетнего возраста, при отсутствии признаков преступлений, предусмотренных статьями 166 и 167 настоящего Кодекса, — наказываются ограничением свободы на срок до четырёх лет или лишением свободы на тот же срок со штрафом.»
- «Развратные действия, совершённые лицом, достигшим восемнадцатилетнего возраста, в отношении лица, заведомо не достигшего шестнадцатилетнего возраста, при отсутствии признаков преступлений, предусмотренных статьями 166, 167 и 168 настоящего Кодекса, — наказываются арестом или лишением свободы на срок от одного года до трёх лет»[10].

### Бельгия
Возраст согласия в Бельгии составляет 16 лет, как указано в статье 372, которая гласит:
«Все неприличные нападки на скромность, совершенные без насилия или угрозы лицом или путём оказания помощи человеку против ребёнка того или иного пола в возрасте до шестнадцати лет будут наказаны тюремным заключением (от пяти до десяти лет)».

### Болгария
Возраст согласия в Болгарии составляет 14 лет, как указано в статьях 149 и 151(1). Однако статья 151(2) особо выделяет тех, кто старше 14 лет и «не понимает характера или смысла акта».
Ст. 151. (1) Кто совокупляется с человеком, которому не исполнилось 14 лет, и данное деяние не является преступлением в соответствии со ст. 152, наказывается лишением свободы на срок от двух до пяти лет.
Ст. 149. (1) Кто совершает действия для того, чтобы возбудить или удовлетворить сексуальное желание без совокупления в отношении лица, которому не исполнилось 14 лет, должен быть наказан за прелюбодеяние лишением свободы на срок до пяти лет.

### Босния и Герцеговина
Сексуальная активность с детьми младше 14 лет является незаконной в соответствии со статьей 207, которая запрещает сексуальные акты с «ребёнком», при этом «ребёнок» определяется в статье 2 (8) как лицо, не достигшее 14 лет. Тем не менее, в статье 209 упоминается «несовершеннолетние», которые определены в статье 2 (9) как лицо, не достигшее 18 лет, хотя не ясно, относится ли эта статья только к сексуальным действиям, совершённым с применением силы по отношению к несовершеннолетнему, или она может быть использована также для наказания сексуальных действий, совершённых с несовершеннолетним (см. ниже).
Статья 207
Половой акт с ребёнком
(1) Тот, кто совершает половой акт или эквивалент полового акта с ребёнком, наказывается лишением свободы на срок от одного года до восьми лет.
Статья 2
Значение терминов, используемых в настоящем Кодексе
(8) Ребёнком, о котором говорится в настоящем Кодексе, является лицо, не достигшее четырнадцати лет.
Статья 209
Удовлетворение похоти в присутствии ребёнка или с участием несовершеннолетних
Тот, кто в присутствии ребёнка или несовершеннолетнего, совершает действия, направленные на удовлетворение его собственной похоти или вожделения третьего лица, или тот, кто побуждает ребёнка совершать такие акты в его присутствии или в присутствии третьего лица, наказывается лишением свободы на срок от трёх месяцев до трёх лет.
Статья 205 (2) запрещает половые сношения с несовершеннолетним со злоупотреблением служебным положением.

### Ватикан
Государство-город Ватикан появилось на свет в 1929 году, когда Италия и Ватикан ратифицировали Латеранский договор, который восстановил светскую власть папы в очень ограниченном виде. С того времени Ватикан так и не создал свой полный и отдельный уголовный кодекс. Вместо этого, Статья 3 «Закона об источниках права» (второй закон из шести фундаментальных законов, принятых при ратификации Латеранского договора), при условии, что в вопросах уголовного права государства Ватикан должны сначала использоваться положения канонического права, затем частные законы, принятые папой, и уже потом, если нет конкретных папских указов или канонического права, которые могут применяться, и если нет никаких конфликтов с божественным нравственным законом или каноническим правом — законы, принятые Королевством Италия и местными муниципальными властями.
В результате, так как итальянское уголовное право изменялось на протяжении многих лет, Ватиканское уголовное право также автоматически изменялось или дополнялось таким же образом. Автоматическое изменение законов Ватикана, чтобы соответствовать последним итальянским законам закончило действие с 1 января 2009 года, когда Ватикан ввел новое требование, что будущие изменения в итальянском законодательстве должны быть отдельно рассмотрены до принятия. Тем не менее, эти изменения не влияют на уголовные законы, которые уже действуют. Таким образом, в той мере, в которой это относиться к уголовному преследованию за сексуальные отношения с несовершеннолетними, возраст согласия остается тот же, что в Италии (то есть, как правило, 14 или 16, см. выше).
Тем не менее, следует отметить, «Закон как источник Закона» упоминает ранее опубликованные божественные заповеди («precetti di diretto divino») и общие принципы канонического права («principi generali di diritto canonico») перед гражданским правом. В Ватикане признают божественную заповедь, запрещающую сексуальные отношения вне брака, реальный возраст согласия на сексуальные отношения, таким образом, должен равняться минимальному возрасту, при котором человек может дать согласие выйти замуж. Канонический закон устанавливает, что минимальный возраст, при котором можно вступить в законный брак составляет 16 лет для мужчин и 14 лет для женщин, и эти возраста можно считать истинным «возрастом согласия» в соответствии с законом Ватикана в законных сексуальных отношениях между двумя (замужними) людьми.

### Великобритания

#### АнглияиУэльс
Возраст согласия в Англии и Уэльсе составляет 16 лет независимо от сексуальной ориентации и/или гендерной идентификации, как указано в положении о сексуальных преступлениях 2003 года. Однако, если персона А в возрасте старше 18 лет находится в положении статусного доверия к персоне Б, которая находится в возрасте до 18 лет, то половая связь признается незаконной.

#### Северная Ирландия
Возраст согласия в Северной Ирландии составляет 16 лет, независимо от сексуальной ориентации и/или гендерной, как указано в преступлениях на сексуальной почве (Северная Ирландия) 2008 года.
Причина, по которой возраст согласия был снижен с 17 до 16 в 2008 году, было решение привести его в соответствие с остальной частью Великобритании. Министр юстиции Пол Гоггинс сказал, что нет веских причин для возрастного различия в Северной Ирландии от остальных частей страны.

#### Шотландия
С 1 декабря 2010 года, возраст согласия в Шотландии составляет 16 лет, независимо от сексуальной ориентации и/или гендерной. До этой даты он составлял 16 лет для девушек (при уставных преступления) и 14 для мальчиков (общий возраст по закону о половом созревании). Тем не менее, сексуальные отношения с девушкой в возрасте между 13 и 16 рассматривались не как изнасилование, но меньшее преступление. (1 декабря 2010 года этому было дано конкретное определение: «половое сношение с ребёнком старшего возраста»).

### Венгрия
Возраст согласия в Венгрии составляет 14 лет, как указано в Разделе 201 (соблазнение), который гласит: «Человек, который имеет половые сношения с лицом, которое ещё не завершило свой 14-й год, а также лицо, которое завершило свой 18-й год и участвует в блуде с лицом, который ещё не превысил свой 14-й год жизни, совершает уголовное преступление и наказывается лишением свободы на срок от 1 до 5 лет».

### Германия
Возраст согласия в Германии составляет 14 лет, если человек в возрасте старше 21 года не использовал отсутствие у 14-15-летнего лица возможностей для сексуального самоопределения, в этом случае привлечение физического лица, достигшего возраста 21 года, требует подачи отдельной жалобы от младшего. Само состояние лица старше 21 года в сексуальных отношениях с несовершеннолетними в этом возрасте не признаётся преступлением. В остальных случаях возраст согласия составляет 14 лет, хотя положения о защите несовершеннолетних от принуждения применяются в возрасте до 18 лет (в соответствии с разделом Статьи 182 (1) является незаконным вступление в половую связь с лицом, не достигшим 18 лет, с использованием финансовой или психоэмоциональной зависимости).
Как указано в разделах 176 (Сексуальное насилие над детьми) и 182 (сексуальное насилие молодёжи):
§ 176: (1) «Тот, кто совершает сексуальные действия в отношении лица моложе четырнадцати (14) лет (ребёнка) или позволяет им быть совершенными по отношению к ребёнку, наказывается лишением свободы на срок от шести месяцев до десяти лет [ …]»
§ 180: (1) «Тот, кто подстрекает к совершению сексуальных действий лицом, не достигшим шестнадцатилетнего возраста на или перед третьим лицом или сексуальных действий третьего лица на лицо, не достигшее возраста шестнадцати лет, выступая в качестве посредника, или путём предоставления или создания возможностей, наказывается лишением свободы на срок не свыше трёх лет или штрафом. […]»
§ 182: (2) «человек старше двадцати одного года, который злоупотребляет лицом, не достигшим шестнадцатилетнего возраста, в том, что он:
1. Совершает половой акт с лицом или позволяет им быть совершённым по отношению к данному лицу; или
2. Побуждает человека к совершению сексуальных действий с третьим лицом, или чтобы их можно было совершить по отношению к данному лицу третьим лицом, и тем самым использует отсутствие у потерпевшего возможностей для сексуального самоопределения, наказывается лишением свободы на срок не более трёх лет или штрафом. […] совершение акта только тогда может быть рассмотрено по жалобе, если органы прокуратуры считают, что по должности они обязаны вступить в дело из-за особого общественного интереса в нём. […] Суд может отказаться от наказания в соответствии с этими положениями, если, принимая во внимание поведение лица, против которого был направлен акт, противоправность деяния является небольшой»[28].

### Греция
Возраст согласия в Греции 15 лет.
Общими положениями возраст согласия в Греции устанавливается в 15 лет, как указано в Разделе 339 (1) Уголовного кодекса, который гласит:
«Тот, кто совершает непристойный акт с лицом, не достигшим пятнадцатилетнего возраста, или побуждает это лицо к его совершению или согласию к такому акту путём обмана, наказывается следующим образом …»
Тем не менее, статья 347 имеет дальнейшее запрещение «соблазнения» несовершеннолетнего юноши взрослым мужчиной (среди прочих запретов в отношении использования позиции власти и актов разврата). В греческом законодательстве возраст совершеннолетия установлен в 18 лет. Это фактически устанавливает возраст согласия для мужской гомосексуальной активности 17 лет, с исключением отношений с близкими по возрасту для тех, кто старше 15 и моложе 18 лет.

### Грузия
Возраст согласия в Грузии 16 лет, в соответствии со статьями грузинского уголовного кодекса. ст. 140 и ст. 141.

### Дания
Возраст согласия в Королевстве Дания 15 лет, как указано в Разделе 222, часть 1, которая гласит: «Любой человек, который имеет половые сношения с любым ребёнком в возрасте до пятнадцати лет, подлежит тюремному заключению на любой срок, не превышающий восьми лет».
Статья 223, часть 1, гласит: «Любой человек, который имеет половые сношения с любым ребёнком в возрасте до 18 лет, который является усыновленным ребёнком данного человека, пасынком или приемным ребёнком, или если на указанное лицо возложены обязанности по образованию и воспитанию данного ребёнка, будет подвергнут тюремному заключению на любой срок, не превышающий четырёх лет». Это относится, например, к учителям.

### Ирландия
Возраст согласия в Ирландии составляет 17 лет, и закон не делает исключений для тех, кто близок по возрасту или состоит в браке.
{§ 2.1} Из ирландских поправок к уголовному Закону о состояниях 1935 года: «Любое лицо, которое незаконно и плотски познает любую девушку, которая имеет возраст старше пятнадцати лет, но не достигла возраста семнадцати лет, считается виновным в совершении правонарушения и подлежит, в случае первой судимости за такой проступок, приговору к каторге на любой срок, не превышающий пяти лет и не менее трёх лет или лишением свободы на любой срок, не превышающий двух лет, или, в случае второго или любого из последующих осуждений за такие правонарушения, на любой срок каторги, не превышающий десяти лет и не менее трёх лет или лишением свободы на любой срок, не превышающий двух лет».
Как отмечалось выше, секс с несовершеннолетней в возрасте старше 15 лет является проступком и влечёт за собой меньшее наказание, чем для случаев, когда несовершеннолетняя младше 15 лет, что является уголовным преступлением, хотя наказания и были увеличены в уголовном праве (Сексуальные правонарушения) 2006 г. от проступка с осуждением на два года тюрьмы до срока от одного до пяти лет в тюрьме.
Если пострадавшая находится ниже 15-летнего возраста, то наказание может быть вплоть до пожизненного лишения свободы, и также согласие жертвы не является оправданием. Ирландское законодательство разрешает послабление преследования, если виновный честно считал, что его жертва была более 17 или более 15 для различных случаев обвинений, выдвинутых против него.
Раздел 5 Уголовного кодекса преступлений на сексуальной почве Закона 2006 года гласит, что ирландские женщины являются несовершеннолетними до достижения возраста 17 лет и в этом возрасте не могут быть виновны в любом сексуальном преступлении, но такое положение не существует для защиты несовершеннолетних мужчин в возрасте до 17 лет.

### Исландия
Возраст согласия в Исландии 15 лет, как указано в статье 202 исландского Уголовного кодекса, которая гласит: «Тот, кто имеет плотскую связь или другие сексуальные отношения с ребёнком младше 15 лет, подлежит тюремному заключению на срок не менее 1 года и до 16 лет».

### Испания
Возраст согласия в Испании 16 лет (с июля 2015).
182 (1) El que, interviniendo engaño, cometiere abuso sexual con persona mayor de trece años y menor de dieciséis, será castigado con la pena de prisión de uno a dos años, o multa de doce a veinticuatro meses.
(Примерный перевод: человек, который, с использованием обмана, совершает сексуальное насилие лица старше тринадцати лет и моложе шестнадцати лет, будет наказан лишением свободы на срок одного или двух лет, либо штрафом в размере дохода от двенадцати до двадцати четырёх месяцев.)
Статья 183 bis (редакция Закона 5/2010, вступила в силу 23 декабря 2010) за связь с помощью информационных и коммуникационных технологий с ребёнком младше 13 лет с целью совершения против него одного из преступлений сексуального характера, указанного в уголовном кодексе, при условии, что предложение сопровождалось действиями, направленными на встречу, предусматривает от одного до трех лет лишения свободы, либо штраф в размере дохода от двенадцати до двадцати четырёх месяцев.
Уголовный кодекс, принятый в 1995 году, устанавливал возраст согласия 12 лет. В 1999 году он был повышен до 13 лет. 17 февраля 2009 года парламентская группа объявила о своем намерении предложить повышение минимального возраста для секса по обоюдному согласию до 14 лет, в 2012 году социалистическая партия также внесла предложение по повышению возраста сексуального согласия.

### Италия
Возраст согласия в Италии составляет 14 лет, с исключением наказания за связь с близкими по возрасту, что позволяет в возрасте от 13 лет вступить в половую связь с партнёрами, которые менее чем на 3 года старше. Возраст согласия повышается до 16 лет, если один из участников имеет какое-то влияние на другого (например, учитель, воспитатель, приёмные родители, священник).
Незнание того, что потерпевший является несовершеннолетним, не является юридической защитой.
Если несовершеннолетний находится при совершении полового акта или участвует в нём в возрасте до 10 лет, преступление может быть наказано даже без истца и отягчающих обстоятельств.
Также незаконны действия сексуального характера в присутствии несовершеннолетних в возрасте менее 14 лет, с целью позволить несовершеннолетним стать свидетелем акта, даже если они не принимают в нём активного участия.

### Казахстан
Возраст согласия в Республике Казахстан составляет 16 лет, в соответствии со статьёй 122 Уголовного кодекса.
Статья 122. Половое сношение и иные действия сексуального характера с лицом, не достигшим шестнадцатилетнего возраста.
Половое сношение, мужеложство, лесбиянство или иные действия сексуального характера с лицом, которое не достигло шестнадцатилетнего возраста, и виновный осознавал этот факт, наказывается ограничением свободы на срок до трёх лет, или арестом на срок до шести месяцев, либо лишением свободы на срок до пяти лет.

### Кипр
Возраст согласия для всех видов сексуальных отношений на Кипре, в соответствии с Уголовным кодексом 2002 года, составляет 17 лет, независимо от сексуальной ориентации и/или гендерной идентичности.
До 1998 года половые связи между мужчинами были строго запрещены в соответствии со статьёй 171 Уголовного кодекса Кипра 1929 года.
В 1989 году Алекос Модинос, председатель кипрского «Освободительного движения геев», предъявил иск в Европейский Суд по Правам Человека. В 1993 году Европейский Суд постановил, что запрет на гомосексуальные акты противоречит статье 8 Европейской конвенции о правах человека. В январе 1995 года Правительство Кипра внесло в парламент законопроект для отмены запрета на гомосексуальные связи. Сильная оппозиция, в частности, со стороны церкви, воспрепятствовала принятию этих поправок.
В апреле 1998 года Совет Европы устанавливает крайний срок — 29 мая 1998 года, чтобы страна привела законодательство в соответствие с решением Европейского Суда по правам человека. 21 мая 1998 года Палата представителей Кипра проголосовали за легализацию гомосексуальных актов (36 голосами — за, 8 — против). Однако возраст согласия для геев был установлен в 18 лет, в то время как для гетеросексуальных актов он оставался 16 лет.
В 2002 году под давлением Европейского союза, парламент отменяет неравенство в возрасте согласия и, в соответствии с новым Уголовным Кодексом, устанавливает единый возраст сексуального согласия в 17 лет, как для гомосексуальных, так и для гетеросексуальных контактов.

### Латвия
Возраст согласия в Латвии составляет 16 лет.
Основным законодательным актом латвийского уголовного права, статьёй 161 (половое сношение, педерастия и лесбиянство с лицом, не достигшим шестнадцатилетнего возраста), что гласит: «Для человека, который совершает половой акт, или акт педерастии, лесбиянства или другие неестественные половые акты удовлетворения, с лицом, не достигшим возраста шестнадцати лет и который находится в материальной или иной зависимости от преступника, или, если такое преступление было совершено лицом, достигшим совершеннолетия, применяется наказание в виде лишения свободы на срок не свыше четырёх лет».
Тем не менее, Статья 162 запрещает «аморальные действия с несовершеннолетними», хотя ясное определение «аморальных действий» не даётся.
Статья 162. Аморальные действия с несовершеннолетними
(1) Лицо, которое совершает аморальные действия с несовершеннолетними против воли несовершеннолетнего или, если такие были, совершенные лицом, достигшим совершеннолетнего возраста, применяется наказание в виде лишения свободы на срок не более трех лет, или арест.
(2) Лицо, которое совершает аморальные действия с несовершеннолетним, наказывается лишением свободы на срок не свыше шести лет..
Разделы 159 и 160 обеспечивают более суровые наказания за изнасилование и насильственные сексуальные посягательства в отношении несовершеннолетних.

### Литва
Возраст согласия в Литве составляет 16 лет, как указано в литовском уголовном кодексе § 151,1, введенном законопроектом от 2 июля 2010 года.
Ранее возраст согласия был установлен до 14 лет в соответствии со статьёй литовского уголовного кодекса § 153, запрещающей любые сексуальные домогательства и сексуальные отношения с несовершеннолетними до 14 лет. Возраст согласия (14 лет) не был установлен непосредственно в этой статье литовского уголовного кодекса.
Это означало, что гетеросексуальные и гомосексуальные акты были разрешены только если ребёнок достиг возраста 14 лет. Было (и остается) исключение из этого правила: § 151,1 (3) литовского уголовного кодекса запрещает родителям, опекунам или другим людям, которые в силу занимаемой должности непосредственно отвечает за воспитание и надзор за ребёнком, иметь любые отношения сексуального характера с ребёнком, если он или она ещё не достигли возраста 18 лет.

### Лихтенштейн
Возраст согласия в Лихтенштейне 14 лет. Сексуальная связь с 14-15 летними, как правило, законна, но она всё ещё может быть наказана, если сексуальный доступ к этим детям был получен за счет использования у них отсутствия сексуального самоопределения.

### Люксембург
Возраст согласия в Люксембурге 16 лет, как указано в люксембургском уголовном кодексе, статья 372, которая гласит: «Все неприличные нападки на скромность, совершенные без насилия или угрозы лицом, или путём оказания помощи лицу, против ребёнка того или иного пола, в возрасте до шестнадцати лет, будут наказаны тюремным заключением на срок от одного года до пяти лет.
Наказание в виде лишения свободы от пяти до десяти лет, в случае если ребёнку было менее одиннадцати лет».

### Северная Македония
Статья 188 (1) Уголовного кодекса Северной Македонии запрещает половые отношения с «ребёнком», понятие «ребёнок» определяется по статье 71 как лицо, не достигшее 14 лет.
Статья 188
(1) Лицо, совершившее изнасилование или другой половой акт с ребёнком наказывается лишением свободы на срок от шести месяцев до пяти лет.
Тем не менее, статья 197 запрещает взрослым, жить во внебрачных отношениях с несовершеннолетними до 16 лет.
Внебрачная жизни с несовершеннолетними
Статья 197
(1) взрослый человек, который живёт в внебрачных отношениях с несовершеннолетним, достигшим возраста четырнадцати лет, но не шестнадцатилетнего возраста, наказываются лишением свободы на срок от трёх месяцев до трёх лет.
-Статья 189 (2) запрещает действия сексуального характера с несовершеннолетним в возрасте до 18 лет, если на преступника были возложены на обязанности обследования, образования, опеки или заботы.
-Статья 192 запрещает совершение юридических актов с несовершеннолетними, которые дают позволение на сексуальные акты и выполнение действий сексуального характера с несовершеннолетними. Это эффективно определяет брачный возраст в 18 лет.
-Статья 71 определяет «ребёнка», как лицо, не достигшего 14 лет, а статья 72 определяет «несовершеннолетнего», как лицо, не достигшее 18 лет.

### Мальта
Возраст согласия на Мальте составляет 18 лет. Сексуальная активность лиц в возрасте 18 лет и старше с несовершеннолетними, возраст которых составляет от 12 до 18 лет, может рассматриваться по статье 203 как совращение несовершеннолетних, непристойные акты и пр., что, по усмотрению прокуратуры и суда и в зависимости от обстоятельств, может привести к наказанию.
Статья 201 главы 9 Законов Мальты —
Незаконные половые сношения и любые другие развратные действия, которые сопровождаются насилием
(а), когда они совершены в отношении любого лица младше двенадцати лет;
(б), когда жертва была не в состоянии оказать сопротивление из-за физической или психической слабости, или по любой другой причине независимо от акта преступления, или в результате любых устройств, используемых правонарушителем.
— предусматривает лишения свободы на срок от трех до девяти лет, как указано в ст. 198 (Изнасилование или половые сношения с насилием). Наказание может быть увеличено в некоторых случаях, описанных в ст. 202, например, если возраст жертвы менее девяти лет.
Статья 203 главы 9 Законов Мальты: Тот, кто совершает непристойные действия по отношению к лицу любого пола, подлежит тюремному заключению на срок не более трех лет.
По этой статье не обязательно иметь секс — уголовным судом Мальты как «непристойное действие» был рассмотрен поцелуй и акт отправки сообщений сексуального содержания по SMS.
Применение статьи 203 требует наличия трех условий: неполовозрелость несовершеннолетнего, непристойный акт и т. н. «позор».
Эти условия следует рассматривать в контексте. В 2008 году два брата в возрасте 19 и 20 лет были признаны невиновными в непристойных актах по отношению к девушке в возрасте 16 лет. Их сексуальные контакты были по обоюдному согласию, и было известно, что девушка имела несколько предыдущих сексуальных контактов с другими молодыми людьми. В 2007 году мужчина 30 лет был признан виновным в непристойных актах в отношении мальчика в возрасте 14 лет. Он создал ситуацию, при которой мальчик пришел к нему на квартиру вследствие детского любопытства, что суд посчитал обманом со стороны взрослого.
Брачный возраст на Мальте составляет 16 лет, что теоретически позволяет жене (или мужу) выдвигать обвинения по этой статье. На практике эта проблема никогда не возникала.

### Молдавия
Возраст согласия в Молдове составляет 16 лет, в соответствии со статьей 174 — «Половое сношение с лицом, не достигшим 16 лет», и статьей 175 — «Развратные действия».
Статьи 171 и 172 обеспечивают более суровые наказания за изнасилование и насильственные действия сексуального характера (в том числе физическое или психическое принуждение) в отношении несовершеннолетних.

### Монако
Возраст согласия в Монако 15 лет.

### Нидерланды
Возраст согласия в Нидерландах составляет 16 лет (статьи 245 и 247).

### Норвегия
Возраст согласия в Норвегии составляет 16 лет, как указано в Общегражданском уголовном кодексе 1902 года, § 196:, которого гласит: «Любое лицо, которое занимается сексуальной деятельностью с ребёнком, который не достиг 16-летнего возраста подлежит лишению свободы на срок не более 6 лет». Отягчающие обстоятельства, такие как рецидив, несколько преступников, и необычная степень унижения и боли, или физический ущерб (включая, в частности, венерические заболевания) может привести к назначению максимального наказания.
Уголовный кодекс упоминает возраст согласия в двух статьях. § 195 из той же части Уголовного кодекса увеличивает максимальный срок наказания за сексуальные действия с ребёнком, в возрасте до 14 лет. В соответствии с главой 1 Уголовного кодекса, § 195 применяется также, если это деяние совершено за пределами Норвегии и не-норвежским гражданином или резидентом.
Хотя не может быть признан виновным в нарушении возраста согласия партнёр, который занимается сексом с являющимся «примерно равным, как по возрасту, так и развитию». В этом случае суд может по своему усмотрению приостановить вынесения приговора.

### Польша
Возраст согласия в Польше 15 лет, как указано в польском Уголовном кодексе, статья 200, которая гласит:
Статья 200. § 1. «Тот, кто совершает в отношении несовершеннолетнего в возрасте до 15 лет, половой акт или делает его/её свидетелем другого полового акта или побуждает совершать такие действия подлежит наказанию в виде лишения свободы на срок от 2 до 12 лет».
§ 2. «Такое же наказание налагается на каждого, кто записывает порнографические материалы с участием такого лица».

### Португалия
С сентября 2007 года возраст согласия по законам Португалии, 14 лет, независимо от сексуального поведения, гендерной и/или сексуальной ориентации. Гомосексуальные акты были декриминализированы в Португалии в 1974 году, общий возраст согласия составлял тогда 16 лет. В 1995 году был принят новый Уголовный кодекс, снижавший возраст согласия для гетеросексуальных отношений до 14 лет, но сохранивший возраст согласия в 16 лет для гомосексуальных действий. С сентября 2007 года возраст согласия был официально уравнен в соответствующей части Уголовного кодекса. Несмотря на возраст согласия предусмотренный в 14 лет в Португалии, законность половых актов с несовершеннолетними от 14 до 16 открыта для юридического толкования, поскольку закон гласит, что незаконно выполнять половой акт с подростком в возрасте от 14 до 16 лет, пользуясь их неопытностью.

### Россия
В России до 1997 года действовал Уголовный Кодекс РСФСР от 1960 года, по которому не устанавливался определённый возраст согласия; вместо этого определялось наказание за «совершение полового сношения с лицом, не достигшим половой зрелости».
В первоначальной редакции Уголовного кодекса РФ, принятой в 1996 году и вступившей в действие с 1 января 1997 года, возраст согласия был установлен в 16 лет. Федеральным законом от 25 июня 1998 года № 92-ФЗ он был понижен до 14 лет, однако уже в 2003 году был вновь повышен до 16 лет. С тех пор и до настоящего времени возраст согласия не менялся, хотя корректировались правила его определения. Нормативно возраст согласия закреплён в статьях 134 и 135 Уголовного кодекса РФ. Необходимо также учитывать, что все положения, касающиеся возраста согласия, распространяются лишь на отношения с участием партнёра, достигшего 18-летнего возраста. Лица в возрасте от 14 до 18 лет несут ответственность только за изнасилование и насильственные действия сексуального характера (ст. 131 и 132 УК РФ), в возрасте от 16 до 18 лет — также за понуждение к действиям сексуального характера (ст. 133 УК РФ).
Федеральным законом от 29.02.2012 № 14-ФЗ, усилившим ответственность за преступления против половой неприкосновенности несовершеннолетних (вплоть до применения пожизненного лишения свободы), было установлено, что ответственность за половое сношение с лицами в возрасте от 14 до 16 лет наступает при условии недостижения ими половой зрелости. Понятие половой зрелости и порядок её установления определены рекомендациями Минздрава РФ. Кроме того, при назначении наказания стала учитываться, как в некоторых других странах, разница в возрасте половых партнёров («если разница в возрасте составляет менее четырёх лет, то наказание в виде лишения свободы не применяется…»). Помимо этого, данным законом установлено, что половое сношение и иные действия сексуального характера с лицом, не достигшим 12-летнего возраста, рассматриваются как изнасилование (ст. 131 УК РФ) или насильственные действия сексуального характера (ст. 132 УК РФ), совершённые с использованием беспомощного состояния потерпевшего. Федеральный закон от 28.12.2013 № 380-ФЗ вновь убрал требование об учёте половой зрелости. Кроме того, этим законом введена специальная ответственность за получение сексуальных услуг несовершеннолетнего в возрасте от 16 до 18 лет совершеннолетним лицом (ст. 2401 УК РФ). Данный закон вступил в силу 10 января 2014 года, за преступления, совершённые до этой даты, ответственность наступает с учётом положений предыдущей редакции закона (об учёте половой зрелости).
1 октября 2012 года Россия подписала Конвенцию Совета Европы о защите детей от сексуальной эксплуатации и сексуального насилия. Для целей Конвенции в России установлен возраст сексуального согласия 16 лет.

### Румыния
Возраст согласия в Румынии составляет 15 лет, как указано в ст. 220 УК Румынии (половое сношение с несовершеннолетним), которая устанавливает ответственность за половой акт, оральный или анальный половой акт и другие действия, связанные с проникновением во влагалище или анальное отверстие с несовершеннолетним в возрасте до 15 лет. Наказание не применяется к лицам, имеющим с потерпевшим разницу в возрасте менее 3 лет. Отягчающим обстоятельством считается совершение деяния взрослым лицом, злоупотребляющим своим влиянием или властью над несовершеннолетним.

### Сан-Марино
В соответствии со статьей 173 Уголовного кодекса Республики Сан-Марино, возраст согласия в этом государстве составляет 14 лет. Наказуемым является также совращение (понуждение к совершению полового акта под влиянием алкоголя либо наркотического вещества либо в результате азартной игры) несовершеннолетних, не достигших 18-летнего возраста.

### Сербия
Возраст согласия в Сербии 14 лет, независимо от сексуальной ориентации и/или гендерной. Это регулируется главой 18 (о сексуальных преступлениях) Уголовного кодекса Республики Сербии и особенно статьей 180 (запрещающей половую связь с ребёнком). Статья 112 определяет ребёнка как лицо, не достигшее 14-летнего возраста. Статья 181 запрещает половые сношения с несовершеннолетним (определены в статье 112 как лицо, не достигшее 18 лет), если относительно этих несовершеннолетних на партнёра возложены функции обучения, репетиторства, опеки или попечительства. Статья 190 запрещает кроме того, сожительство с несовершеннолетней (лицом, не достигшим 18 лет), если брак не заключён.

### Словакия
Возраст согласия в Словакии 15 лет, как указано в словацком уголовном кодексе, статья 201.
§ 201 Сексуальное насилие
−1. Любое лицо, которое имеет половые сношения с лицом, не достигшим пятнадцати лет или кто осуществляет в отношении такого лица другие формы сексуального надругательства, подлежит лишению свободы на срок от трех до десяти лет.

### Словения
Возраст согласия в Словении 15 лет, как указано в словенском уголовном кодексе, статья 183, п. 1, которая гласит: «(1) Тот, кто имеет половое сношение или совершает какой-либо непристойный акт с лицом того же или противоположного пола не достигшего возраста пятнадцати (15) лет, а также наблюдается значительное расхождение между зрелостью преступника и его жертвы, должен быть приговорен к тюремному заключению на срок не менее шести (6) месяцев и не более пяти (5) лет».

### Турция
Возраст согласия в Турции установлен равным возрасту совершеннолетия (установлен в 18 лет, в статье 11 Гражданского кодекса Турции).
Согласно статье 104 Уголовного кодекса Турции (Türk Ceza Kanunu), если несовершеннолетний имеет полных 15, 16 или 17 лет, и разница в возрасте менее 5 лет, партнёры могут быть привлечены к ответственности только по жалобе.
Статья 104 — (1) Любое лицо, которое вступило в половые сношения с ребёнком, которому исполнилось пятнадцать лет, без применения силы, угроз и мошенничества, должно быть приговорено к тюремному заключению сроком от шести месяцев до двух лет, после подачи жалобы.
(2) Если преступник старше жертвы более чем на пять лет, применяется двукратное наказание, не требуя подачи жалобы.
Статья 103 регулирует сексуальные отношения с несовершеннолетними до 15 лет или с несовершеннолетними, которые не имеют возможности понять смысл действий. Преступление рассматривается как сексуальное надругательство над детьми, предусматривающее лишение свободы от трех до восьми лет. Санкции могут быть тяжелее, в зависимости от личности преступника и других обстоятельств.

### Украина
Возраст согласия на Украине, предполагается, 16 лет, хотя он специально не установлен ни в одном законе.
Статья 155 Уголовного кодекса Украины гласит, что половое сношение с неполовозрелыми лицами наказывается. Незрелость неопровержимо предполагается у тех, кто младше 14 {ст. 120cc и судебные решения}. То есть не достигшие 14 лет, согласно украинскому законодательству, считаются детьми; кроме того, лица младше 16 лет считаются несовершеннолетними (как правило, на основе чтения всех статей и судебных решений).
Впрочем, половые акты с теми, кто не достиг 16 лет, считаются развратом, и за них также может быть возбуждено уголовное дело по статье 156.
Статья 155. Половые сношения с лицом, не достигшим половой зрелости
1. Половые сношения с лицом, не достигшим половой зрелости, — наказываются ограничением свободы на срок до трёх лет или лишением свободы на тот же срок
2. Те же действия, совершённые отцом, матерью, отчимом, мачехой, опекуном или попечителем, лицом, на которое возложены обязанности по воспитанию потерпевшего или забота о нём, или если они повлекли бесплодие или иные тяжкие последствия, — наказываются лишением свободы на срок от пяти до восьми лет с лишением права занимать определённые должности или заниматься определённой деятельностью на срок до трёх лет или без такового.
Статья 156. Развращение несовершеннолетних
1. Совершение развратных действий в отношении лица, не достигшего шестнадцатилетнего возраста, — наказываются ограничением свободы на срок до пяти лет или лишением свободы на тот же срок.
2. Те же действия, совершённые относительно малолетнего лица либо отцом, матерью, отчимом, мачехой, опекуном или попечителем, лицом, на которое возложены обязанности по воспитанию потерпевшего или забота о нём, — наказываются лишением свободы на срок от пяти до восьми лет с лишением права занимать определённые должности или заниматься определённой деятельностью на срок до трёх лет или без такового.

### Финляндия
Возраст согласия в Финляндии составляет 16 лет, как указано в разделе 6 (1) (сексуальное насилие над ребёнком), который гласит: «Человек, который имеет половые сношения с ребёнком в возрасте до шестнадцати лет … может быть приговорен за сексуальное насилие над ребёнком к тюремному заключению на срок не более четырёх лет».
Половой акт может быть не наказуемым, если «нет большой разницы в возрасте или умственной и физической зрелости лиц, причастных к данному деянию».
Возраст повышается до 18 лет, в случае связи с человеком, который имеет некоторую формальную власть над молодым человеком, например школьный учитель.

### Франция
Возраст согласия во Франции составляет 15 лет, как указано в статье 227-25, которая гласит: «Соитие без насилия, принуждения, угрозы или неожиданности является сексуальным преступлением со стороны взрослого по отношению к личности ребёнка в возрасте до пятнадцати лет и наказывается лишением свободы на срок до пяти лет и штрафом в размере € 75,000».
Статья 227-22 запрещает «организацию встреч включающих непристойное обнажение или сексуальные отношения, при которых присутствуют несовершеннолетние или принимают в них участие». (Относится к несовершеннолетним до 18 лет; статья ограничивает вовлечение несовершеннолетних в разврат и не обязательно связана с обменом на деньги и пр., текст статьи может быть предметом интерпретации).
По статье 227-22-1 сексуальные домогательства к несовершеннолетним младше 15 лет с использованием средств электронной коммуникации наказываются лишением свободы на срок до двух лет или штрафом в размере 30.000 евро. Наказание увеличивается до 5 лет лишения свободы и штрафа в размере 75.000 евро, если за таким предложением последовала встреча между преступником и жертвой.
Статья 227-27 запрещает сексуальные отношения с несовершеннолетними в возрасте старше 15 (в возрасте 15, 16 или 17) «1°, если они совершаются законными, естественными или приемными родственниками или любыми другими лицами, обладающими полномочиями в отношении потерпевшего; 2°, если они совершены лицом с использованием его полномочий, или его функций».

### Хорватия
Возраст согласия в Хорватии составляет 15 лет, как указано в ст. 158 уголовного кодекса Хорватии.

### Черногория
Возраст согласия в Черногории составляет 14 лет, как указано в статье 206 Уголовного кодекса. Статья 207 запрещает половые сношения с лицом, находящимся в зависимом положении (часть 1), учитель, преподаватель, опекун, приемный родитель, отчим, мачеха или некоторый другой человек, который злоупотребляет положением несовершеннолетнего, подлежит наказанию до десяти лет лишения свободы (часть 2).
Статья 216 запрещает сожительство взрослого человека с несовершеннолетним вне брака и предусматривает лишение свободы от трех месяцев до трех лет (если брак будет заключен, то судебное преследование по этой статье должно быть прекращено).

### Чехия
Возраст согласия в Чешской Республике составляет 15 лет, как указано в чешском Уголовном кодексе, раздел 242, который гласит: «Человек, который имеет половые сношения с ребёнком в возрасте до пятнадцати (15) лет и которые не подпадают под другие статьи, может быть приговорен к тюремному заключению по крайней мере, от одного года, но не более восьми лет».

### Швейцария
Возраст согласия в Швейцарии составляет 16 лет, как указано в швейцарском федеральном уголовном кодексе, статья 187 (1). Тем не менее, существует исключение наказания для лиц близких по возрасту, если разница в возрасте между участниками составляет три года или меньше (Статья 187 (2)).

### Швеция
Возраст согласия в Швеции составляет 15 лет.
Статья 4 главы 6 Уголовного кодекса Швеции (примерный перевод): «Тот, кто имеет половые сношения с ребёнком в возрасте до пятнадцати лет или с таким ребёнком выполняет сексуальные действия, которые, с учётом характера нарушения и иных обстоятельств, сопоставимы с половым актом, наказывается тюремным заключением на срок не менее двух и не более шести лет».
Для лиц, находящихся по отношению к ребёнку в позиции доверия (например, учителей), возраст согласия составляет 18 лет. Половое сношение со своими детьми (в том числе усыновленными) или их потомками всегда наказуемо, независимо от их возраста.
Статья 14 главы 6 Уголовного кодекса гласит, что случае «малой разницы в возрасте» лицо не подлежит ответственности за сексуальную связь с лицом младше 15 лет. Закон не уточняет, что означает «в случае малой разницы в возрасте». В приговоре от 30 марта 2007 года Верховный суд Швеции установил, что 17-летний мальчик не совершил преступление, имея секс с девушкой в возрасте 14 лет и семь месяцев.

### Эстония
С 2022 года возраст согласия в Эстонии составляет 16 лет. 18 мая 2022 года Рийгикогу принял закон, повышающий возраст сексуального согласия с 14 до 16 лет, а также ужесточающий наказание за покупку секс-услуг у несовершеннолетнего человека и запрещающий браки с несовершеннолетними (до этого вступать в брак было разрешено с 15 лет).

## Непризнанные и частично признанные государства

### Абхазия
Возраст согласия в Республике Абхазия составляет 16 лет, как указано в ст. 129, 130 уголовного кодекса Абхазии:
Статья 129. Половое сношение и иные действия сексуального характера с лицом, не достигшим шестнадцатилетнего возраста
Половое сношение, мужеложство или лесбиянство, совершённые лицом достигшим восемнадцатилетнего возраста, с лицом, заведомо не достигшим шестнадцатилетнего возраста, — наказываются лишением свободы на срок от двух до пяти лет.
Статья 130. Развратные действия
Совершение развратных действий без применения насилия лицом, достигшим восемнадцатилетнего возраста, в отношении лица, заведомо не достигшего шестнадцатилетнего возраста, — наказывается лишением свободы на срок от двух до пяти лет.

### Республика Косово
Возраст сексуального согласия в Республике Косово, составляет 16 лет, как указано в ст. 198, 199 предварительного уголовного кодекса Республики Косово.

### Приднестровская Молдавская Республика
Возраст согласия в ПМР составляет 16 лет, как указано в ст. 131 уголовного кодекса ПМР:
Статья 131. Половое сношение и иные действия сексуального характера с лицом, не достигшим шестнадцатилетнего возраста
Половое сношение, мужеложство или лесбиянство и иные действия сексуального характера, совершенные лицом, достигшим восемнадцатилетнего возраста, с лицом, заведомо не достигшим 16-летнего (шестнадцатилетнего) возраста, — наказываются ограничением свободы на срок до 3 (трех) лет или лишением свободы на срок от 2 (двух) до 4 (четырех) лет.

### Турецкая Республика Северного Кипра
Турецкая Республика Северного Кипра имеет брачный возраст для женщин в 16 лет, как установлено в Уголовном кодексе (Ceza Yasası, ст. 154). Сексуальный контакт с женщиной от 13 до 16 лет считается проступком (Ceza Yasası, ст. 153). Не существует установленного брачного возраста для мужчин и Северный Кипр поддерживает законы против содомии, отмененные в Республике Кипр, что делает сексуальные контакты между мужчинами незаконными и исполнители «сексуальных актов, направленных против порядка природы» (обе стороны, как проникающий, так и получающий) наказываются до 5 лет лишения свободы.

## Зависимые территории

### Азорские острова
См. Португалия.

### Акротири и Декелия
Брачный возраст составляет 16 лет.

### Аландские острова
См. Финляндия.
Рамки компетенции законодательного собрания Аландских островов определяются специальными соглашениями между Аландской автономией и Финляндией о разграничении областей ответственности. Лагтинг осуществляет собственное правовое регулирование, в частности, в таких сферах: образование, культура, защита памятников старины, охрана здоровья и медицинское обслуживание, охрана окружающей среды, внутренний транспорт, местное самоуправление, почтовая служба, радио и телекоммуникация. В этих сферах Аландские острова решают вопросы практически, как независимое государство. Центральные органы власти Финляндии отвечают за внешнюю политику, гражданское и уголовное право, судоустройство, таможню и государственное налогообложение.

### Гернси
С 2010 года возраст согласия в Гернси (королевская зависимая территория, включающая в том числе Олдерни, Сарк и Херм) составляет 16 лет, независимо от пола и/или сексуальной ориентации, в соответствии с законом, который был принят в 2010 году.

### Гибралтар
С 2011 года возраст согласия установлен одинаковый и гендерно-нейтральный в 16 лет в Гибралтаре (заморская территория Великобритании). Билль о гендерно-нейтральных преступлениях 2011 года прошёл утверждение гибралтарским парламентом. Реализован в 2011 году Верховным судом Гибралтара, отменившим и обновившим 140 летнее уголовное законодательство Гибралтара.

### Джерси
Возраст согласия на острове Джерси, составляет 16 лет, последние изменения сделаны в 2007 году.

### Мэн
Возраст согласия на Острове Мэн, составляет 16 лет, последние поправки внесены в 2006 году.

### Фарерские острова
Возраст согласия на Фарерских островах составляет 15 лет, в соответствии с § 222, в котором говорится: «Den, som har samleje med et barn under 15 år, straffes med fængsel indtil 6 år.» (Человек, который имеет половые сношения с ребёнком в возрасте до 15 лет, будет наказан лишением свободы на срок до 6 лет).
Однако он составляет 18 лет для тех, кто находится по отношению к ребёнку в состоянии доверия (например, учителя), согласно § 223, в котором говорится: «Den, som har samleje med en person under 18 år, der er den skyldiges adoptivbarn, stedbarn eller plejebarn eller er betroet den pågældende til undervisning eller opdragelse, straffes med fængsel indtil 4 år.» (Лицо, которое имеет половое сношение с лицом, не достигшим 18 лет, и которое является приемным ребёнком, пасынком, или усыновленным ребёнком, или чье учение и воспитание были ему доверены, будет наказано тюремным заключением до 4-х лет).

### Шпицберген
В соответствии с Договором о Шпицбергене, норвежское законодательство применяется в качестве стандартного. Возраст согласия, следовательно, 16 лет.

### Ян-Майен
См. Норвегия.
Законодательная система Норвегии. Функции административного и гражданского управления непосредственно на острове делегированы начальнику станции Loran-C.